# Boombox (banda)
Boombox (en ucraniano: БумБокс, romanización: Bumboks) es una banda de Funk, Reggae y Hip hop ucraniana formada en 2004 por el cantante Andriy Jlyvnyuk y Andriy «Fly» Samoylo ambos especializados en la guitarra. En abril de 2005, la banda lanzó su primer álbum, que grabaron en tan solo 19 horas. A lo largo de su carrera, la banda ha lanzado exitosos álbumes y sus videos musicales han conseguido amasar en conjunto más de 100 millones de reproducciones en YouTube, entre otros logros.
Sus canciones son predominantemente en ucraniano, pero las canciones en ruso e inglés también aparecen en sus álbumes y sencillos. Se han presentado en varias ciudades de todo el país, incluidas: Leópolis, Odesa, Kóvel, Úzhhorod, y recientemente en Kiev a principios de 2022. La banda también se ha presentado en escenarios a nivel internacional, incluyendo gran parte de Europa, Estados Unidos y Canadá. 
Desde la anexión rusa de Crimea en 2014, la banda dejó de actuar en Rusia, siendo uno de los pocos artistas ucranianos en hacerlo. Tras el inicio de la invasión rusa de Ucrania en 2022, el cantante principal Andriy Jlyvnyuk se convirtió en una de las muchas celebridades ucranianas que se ha unido a la lucha contra Rusia.

## Discografía

### Álbumes de estudio
- 2005: "Melomania" (Меломанія) (Music Factory Club)
- 2006: "Family Business" (Family Бiзнес) (Moon Records)
- 2008: "III" (?)
- 2010: "All Included" (Все включено) (?)
- 2011: "Middle Age" (Середнiй Вiк) (?)
- 2013: "Terminal B" (Термінал Б) (Moon Records)
- 2019: "Таємний код. Рубікон, Частина 1"
- 2019: "Таємний код Рубікон, Ч. 2"

### EPs
- 2017: "Naked King" (Голий король)